# 조 퍼블릭 FC
조 퍼블릭 FC(Joe Public F.C.)은 트리니다드 토바고의 축구팀이다. 이 팀은 1996년에 설립되었으며, 한때 트리니다드 토바고 프로 리그에 참가한 적이 있다.

## 선수 명단

### 역대
틀:TT 슈퍼 리그